# Isla Nansen (Antártida)
La isla Nansen, también llamada isla Nansen Sur es la más grande de las islas de la bahía Wilhelmina en la costa occidental de la Tierra de Graham en la Antártida. 
La isla Nansen fue descubierta por la Expedición Antártica Belga de 1897-1899, bajo la dirección de Adrien de Gerlache de Gomery y llamada así en honor al doctor Fridtjof Nansen, notable explorador ártico.

## Reclamaciones territoriales
Argentina incluye a la isla en el departamento Antártida Argentina dentro de la provincia de Tierra del Fuego, Antártida e Islas del Atlántico Sur; para Chile forma parte de la comuna Antártica de la provincia Antártica Chilena dentro de la Región de Magallanes y de la Antártica Chilena; y para el Reino Unido integra el Territorio Antártico Británico. Las tres reclamaciones están sujetas a las disposiciones del Tratado Antártico.
Nomenclatura de los países reclamantes: 
- Argentina: isla Nansen Sur
- Chile: isla Nansen
- Reino Unido: Nansen Island

## Galería

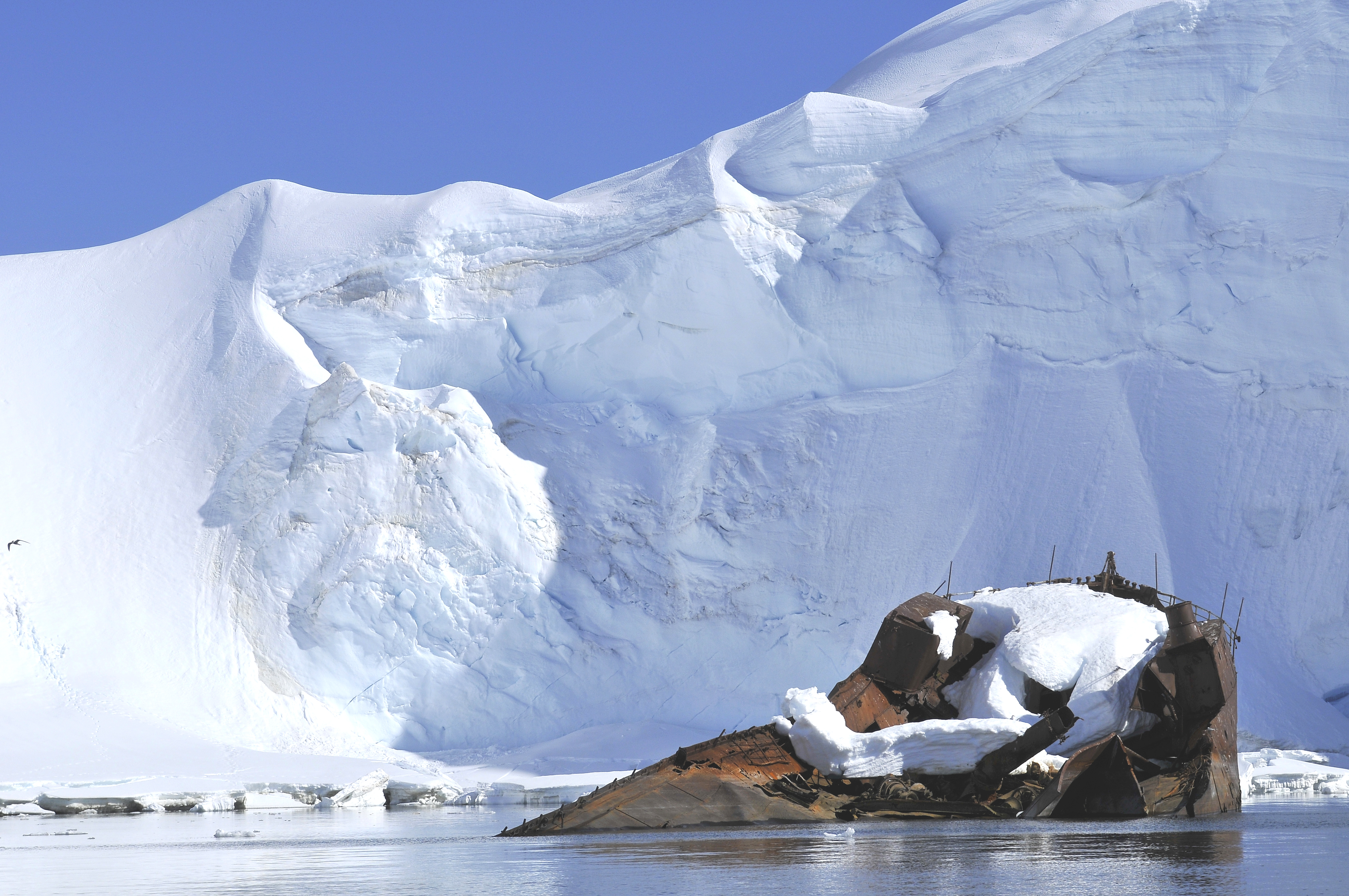
Ballenero noruego Guvernoren, encallado en 1915.
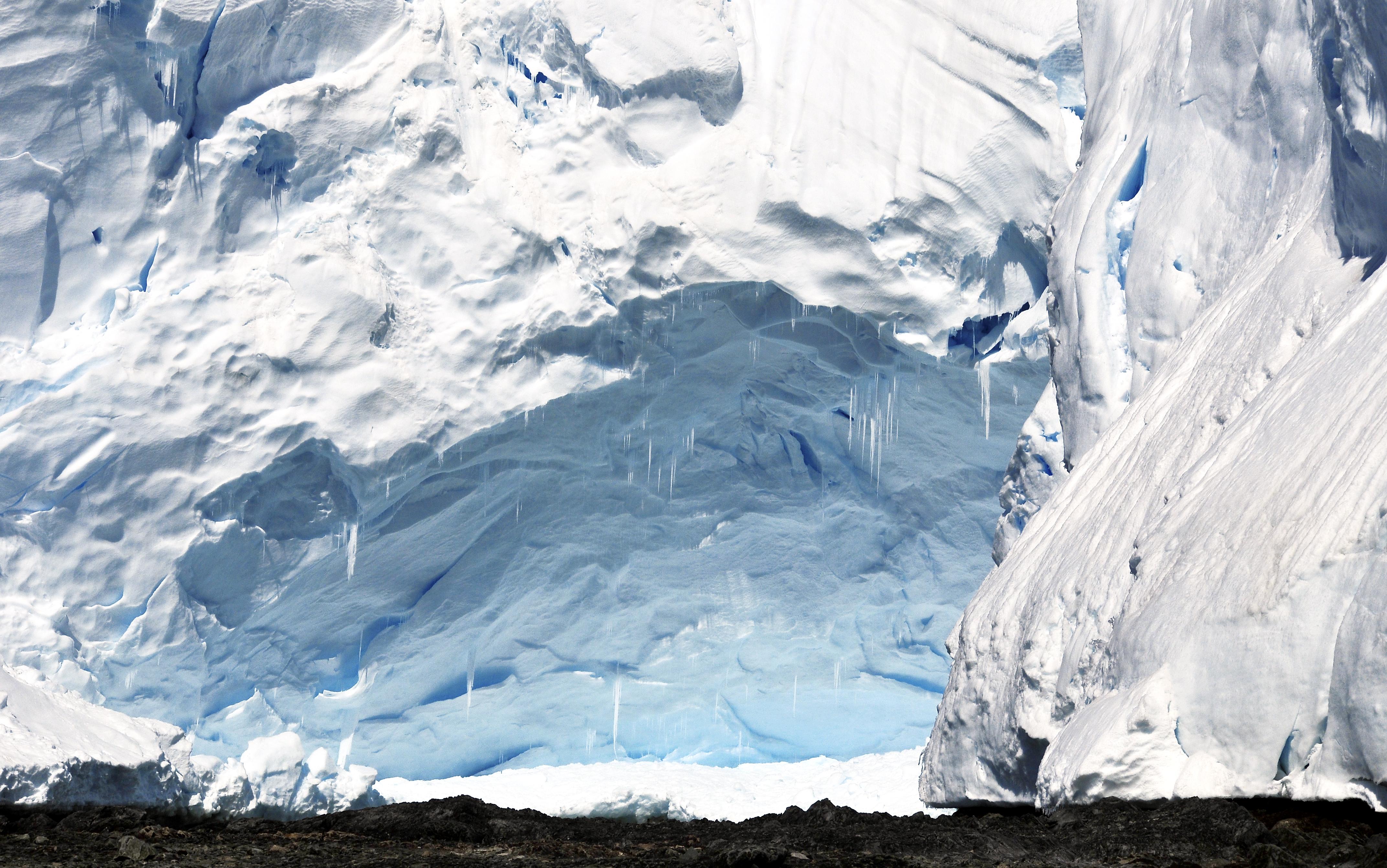
Cavidad en el borde del casquete glaciar de la isla.
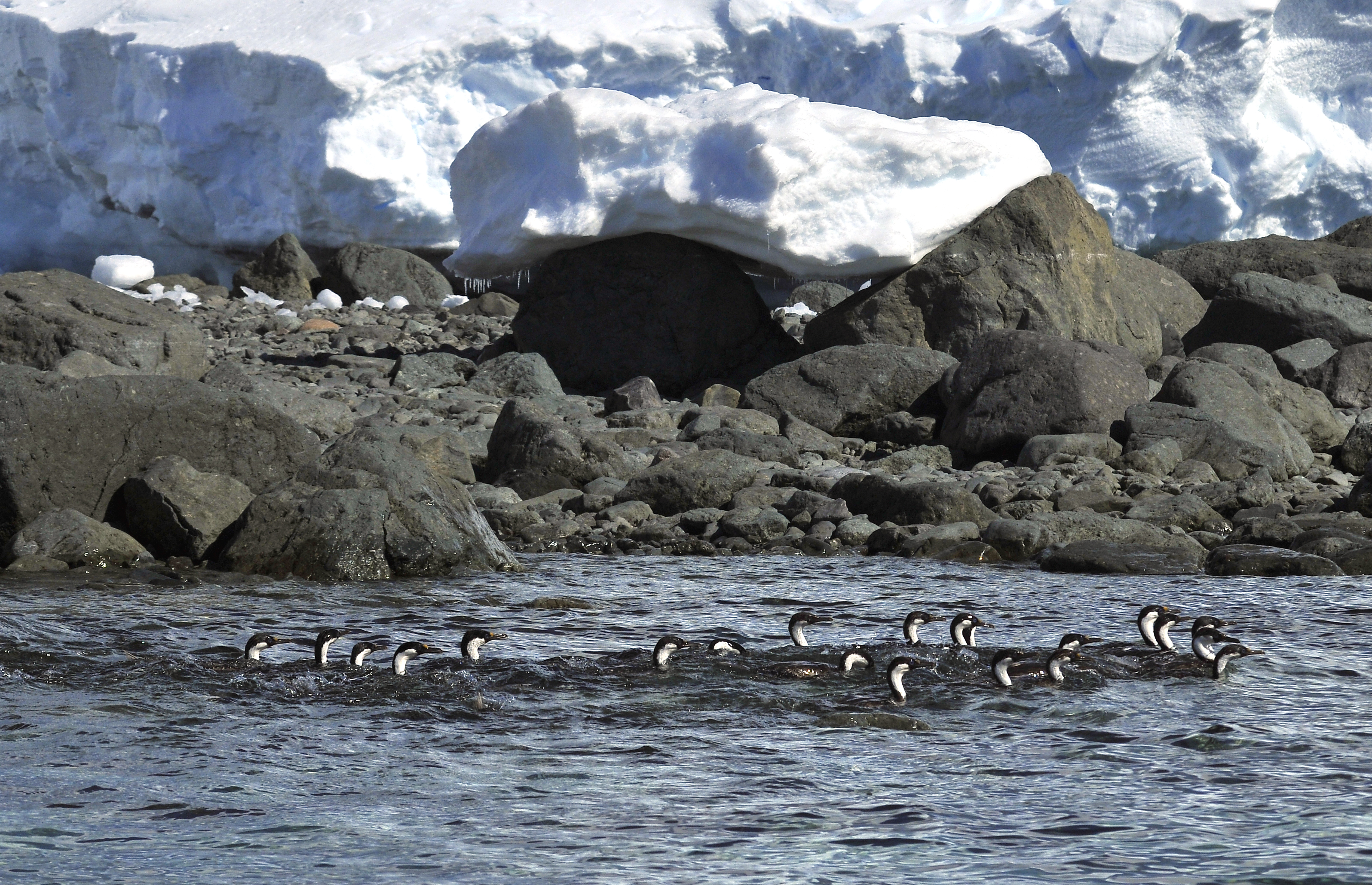
Bandada de cormoranes antárticos (Leucocarbo bransfieldensis) en la isla.
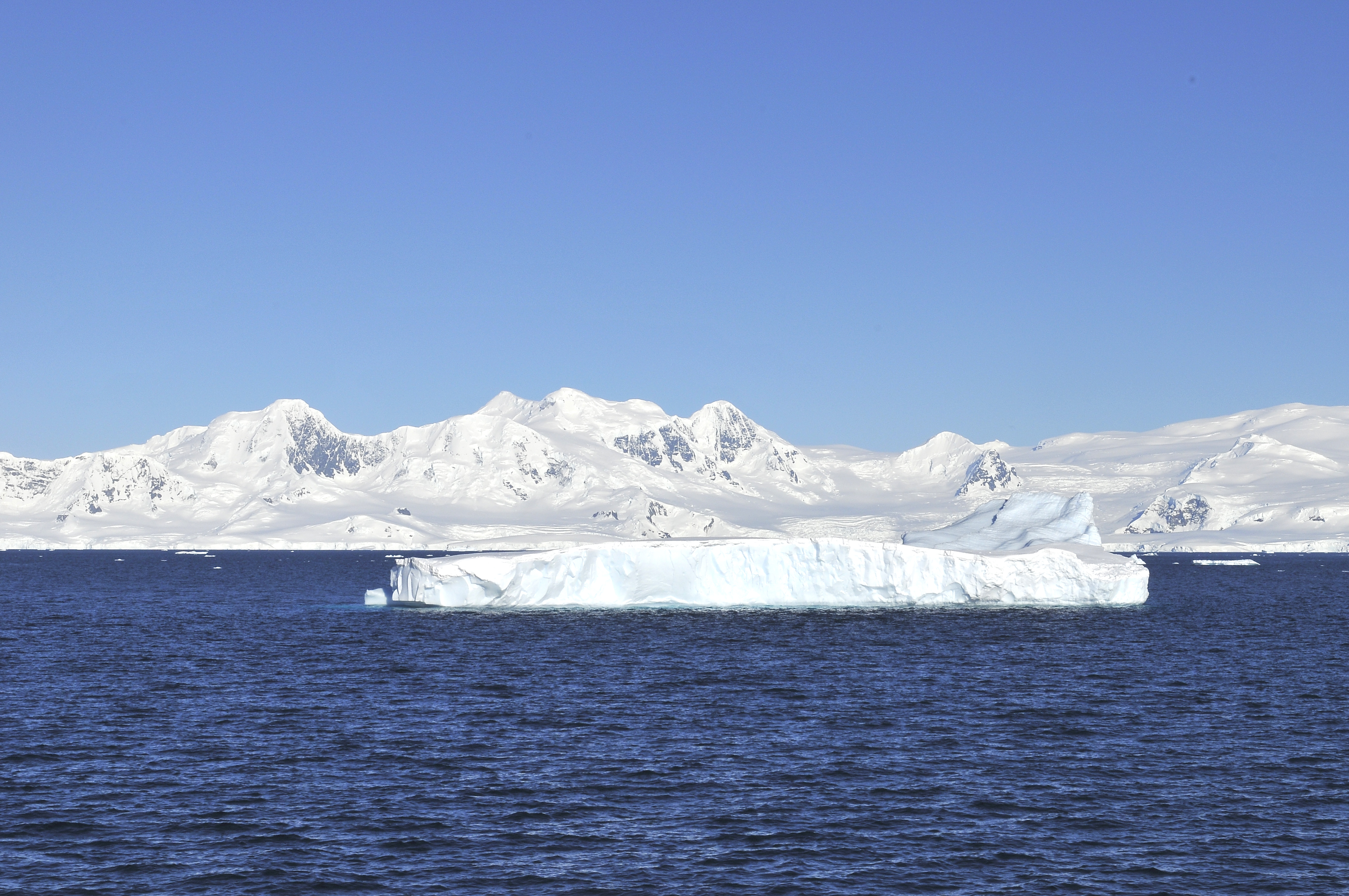
Iceberg tabular en el estrecho de Bransfield; al fondo, la isla Nansen.